# گلائوکو پلگرینی
گلائوکو پلگرینی (ایتالیایی: Glauco Pellegrini؛ ۱۴ ژانویه ۱۹۱۹ – ۲۱ ژوئیه ۱۹۹۱) نویسنده و کارگردان فیلم اهل ایتالیا بود.
از فیلم‌هایی که وی در آن نقش داشته‌است، می‌توان به چه شریرند مردان! اشاره کرد.